# 宝野聡史
宝野 聡史（ほうの さとし、1990年12月1日 - ）は、日本の作曲家、編曲家。茨城県つくば市出身。

## 来歴
洗足学園音楽大学音楽学部 音楽・音響デザインコース卒業。作編曲を渡辺俊幸に師事。

## 主な作品

### アニメ音楽
2017年
- うらら迷路帖（田渕夏海、中村巴奈重と共作）
- クロックワーク・プラネット（兼松衆、中野香梨、中村巴奈重、田渕夏海と共作）

2018年
- 踏切時間（山崎響、谷ナオキと共作）
- アグレッシブ烈子（中村巴奈重、田渕夏海、櫻井美希と共作）

2019年
- 魔王様、リトライ！
- ライフル・イズ・ビューティフル

2020年
- Lapis Re:LiGHTs

2021年
- 俺、つしま（Webアニメ版）

2022年
- 恋は世界征服のあとで（葛西竜之介と共作）
- 社畜さんは幼女幽霊に癒されたい。（葛西竜之介と共作）
- 異世界薬局（加藤達也と共作）
- きよねこっ（Webアニメ）

2023年
- 人間不信の冒険者たちが世界を救うようです（高橋諒、藤井亮太と共作）
- プロジェクトセカイ カラフルステージ! feat. 初音ミク 3周年記念 メインストーリーダイジェストアニメーション

2024年
- 結婚指輪物語
- 異世界でもふもふなでなでするためにがんばってます。（葛西竜之介と共作）
- ループ7回目の悪役令嬢は、元敵国で自由気ままな花嫁生活を満喫する（葛西竜之介と共作）

2025年
- 不遇職【鑑定士】が実は最強だった（中野香梨と共作）
- 劇場版プロジェクトセカイ 壊れたセカイと歌えないミク
- デブとラブと過ちと!（中野香梨と共作）

### 音楽プロデュース
- ノブナガ先生の幼な妻（2019年）

### ゲーム音楽
- 龍が如く 維新!（2014年、編曲）
- GetsuFumaDen: Undying Moon（2022年、中野香梨、西原鶴真と共作）

### 楽曲提供
- 木村良平（Trignal）
  - Siren Fairlady（作曲・編曲）
- halca
  - 朽葉色の音（作曲）
- 『モモキュンソード』桃唄大全集!
  - Rival≒Friend（作曲・編曲）
  - ズバリ☆ワタシ!!（作曲・編曲）
  - Ready Go!! -絶対無敵の天女隊-（編曲）
- 『THE IDOLM@STER SHINY COLORS』
  - デビ太郎のうた
- 『艦隊これくしょん-艦これ-』キャラクターソング 艦娘乃歌
  - Let's not say “good-bye”（作曲・編曲）
- 『ライブレボルト』FIREVOLT
  - 時を超えて（作曲・編曲）
- 『アルマギア -Project-』シリーズ
  - アルマギア -diva. Kurush-（作曲・編曲）
  - アルマギア -diva. Miucat-（作曲・編曲）
  - ミュージカルコネクト　-diva. Miucat & Festa-
  - クラウドスキップ -diva. Festa-
  - Calling in fight -diva. Tia-
  - フォレストリンカネーション -diva. Tia & Kera-
  - Brain maze -diva. Kera-（作曲・編曲）

#### その他
- JNN NEWS（TBS・JNN系）（2017年10月 - ）作曲